# Sigmoilopsis
Sigmoilopsis es un género de foraminífero bentónico de la subfamilia Sigmoilopsinae, de la familia Hauerinidae, de la superfamilia Milioloidea, del suborden Miliolina y del orden Miliolida. Su especie tipo es Sigmoilina schlumbergeri. Su rango cronoestratigráfico abarca desde el Mioceno hasta la Actualidad.

## Clasificación
Sigmoilopsis incluye a las siguientes especies:
- Sigmoilopsis arenata
- Sigmoilopsis bronniana
- Sigmoilopsis carinata
- Sigmoilopsis celata
- Sigmoilopsis centralamericana
- Sigmoilopsis compressa
- Sigmoilopsis elliptica
- Sigmoilopsis finlayi
- Sigmoilopsis flintii
- Sigmoilopsis gavini
- Sigmoilopsis minuta
- Sigmoilopsis moyi
- Sigmoilopsis neocelata
- Sigmoilopsis obesa
- Sigmoilopsis orientalis
- Sigmoilopsis procericollis
- Sigmoilopsis revetocollaris
- Sigmoilopsis saheliana
- Sigmoilopsis schlumbergeri
- Sigmoilopsis triangularis
- Sigmoilopsis tumidus
- Sigmoilopsis venius
- Sigmoilopsis wanganuiensis
- Sigmoilopsis woodi
- Sigmoilopsis zeaserus

Otra especie considerada en Ammomassilina es:
- Sigmoilopsis asperula, aceptado como Sigmoilopsis asperula